# Pamela Hensley

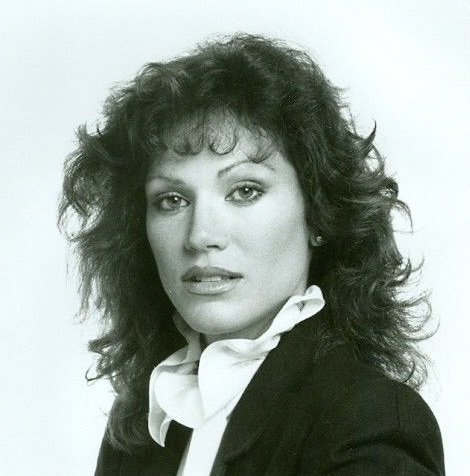
Pamela Hensley (1982)

Pamela Hensley (* 3. Oktober 1950 in Glendale, Kalifornien als Pamela Gail Hensley) ist eine US-amerikanische Schauspielerin und Autorin. Sie wurde ab Mitte der 1970er-Jahre durch ihre Rollen in populären US-amerikanischen Fernsehserien wie Dr. med. Marcus Welby, Buck Rogers oder Matt Houston bekannt. Zudem spielte sie in mehreren Kinofilmen, darunter Zwei dreckige Halunken, Rollerball oder Die nackte Bombe.

## Leben und Karriere
Pamela Hensley wurde 1950 in Glendale, im Bundesstaat Kalifornien geboren. Ihr Filmdebüt gab sie mit 20 Jahren in dem Joseph L. Mankiewicz Western Zwei dreckige Halunken. Weitere Kinorollen spielte sie 1971 in John Ermans Komödie Making It und dem Filmdrama Self-Portrait von 1973. Unzufrieden mit der Größe ihrer bisherigen Rollen, unterzeichnete sie im gleichen Jahr einen Universal Studio Vertrag, von dem sie sich mehr Karrierepotential versprach. In der Fernsehserie The New Treasure Hunt spielte sie von 1973 bis 1974 die Rolle eines Models. Dieser Part öffnete ihr 1974 weitere Türen für Engagements und Auftritte in Fernsehserien wie Notruf California, Kojak – Einsatz in Manhattan oder Der Chef.
Durch ihre Rolle der Janet Blake in der Arztserie Dr. med. Marcus Welby, die sie in 24 Episoden verkörperte, schaffte sie den Durchbruch. Danach ging es mit der Karriere stetig bergauf. 1975 spielte Pamela Hensley in Norman Jewisons sozialkritischem Science-Fiction-Klassiker Rollerball den Part der Mackie. Im selben Jahr sah man sie in einem weiteren Film des utopischen Genres, in Doc Savage – Der Mann aus Bronze von Regisseur Michael Anderson.
Im Jahr 1977 spielte sie in 13 Folgen die Beth Kelly in der Serie Kingston: Confidential neben Raymond Burr. Anschließend trat sie zwei Jahre lang als Gaststar in diversen Fernsehserien auf, unter anderem in Der Sechs-Millionen-Dollar-Mann (1977), Die Zwei mit dem Dreh, Vegas oder B.J. und der Bär, bevor sie 1979 das Rollenangebot erhielt die Prinzessin Ardala in der Science-Fiction-Serie Buck Rogers neben Gil Gerard und Erin Gray zu spielen. 1980 engagierte sie Clive Donner für seine Filmkomödie Die nackte Bombe.
Im Jahr 1982 bekam sie die Rolle der Rechtsanwältin C. J. Parsons in der Detektivserie Matt Houston an der Seite von Lee Horsley, die sie 69 Episoden lang verkörperte. Parallel dazu sah man Pamela Hensley mit weiteren Gastspielen in Serien wie Fantasy Island (1982), Love Boat (1984) oder Hotel. Nach dem Ablauf der letzten Staffel von Matt Houston im Jahr 1985 beendete sie mit 35 Jahren ihre Film- und Fernsehkarriere, die insgesamt knapp 40 Rollen in Kino-Fernsehfilmen und Fernsehserien umfasst.
Von 1978 bis 1981 war Pamela Hensley mit dem US-amerikanischen Musiker und Songwriter Wes Farrell verheiratet. 1982 ehelichte sie den 18 Jahre älteren Fernsehproduzenten E. Duke Vincent (1932–2024).
Unter dem Namen Pamela Hensley Vincent veröffentlichte sie 2004 ein Kochbuch mit dem Titel The Jewish-Sicilian Cookbook.

## Filmografie (Auswahl)

### Kino
- 1970: Zwei dreckige Halunken (There Was a Crooked Man …)
- 1971: Making It
- 1973: Self-Portrait
- 1975: Rollerball
- 1975: Doc Savage – Der Mann aus Bronze (Doc Savage: The Man of Bronze)
- 1979: Buck Rogers (Buck Rogers in the 25th Century)
- 1980: Die nackte Bombe (The Nude Bomb)

### Fernsehen
- 1974: Notruf California
- 1974: Kojak – Einsatz in Manhattan
- 1974: Der Chef
- 1974–1976: Dr. med. Marcus Welby (24 Folgen)
- 1975: Detektiv Rockford – Anruf genügt
- 1977: Kingston: Confidential (13 Folgen)
- 1977: Der Sechs-Millionen-Dollar-Mann
- 1977: Die Zwei mit dem Dreh
- 1979: Vegas
- 1979: B.J. und der Bär
- 1979–1980: Buck Rogers als Prinzessin Ardala (Pilotfilm und vier Folgen)
- 1982–1985: Matt Houston (69 Folgen)
- 1982: Fantasy Island
- 1983: Psycho-Killer (Double Exposure)
- 1984: Love Boat
- 1984: Hotel